# Макьюан, Джеймс
Джеймс Патрик «Джимми» Макьюан (англ. James Patrick "Jamie" McEwan, 24 сентября 1952, Олни, штат Мэриленд, США — 14 июня 2014) — американский гребец-слаломист, бронзовый призёр летних Олимпийских игр в Мюнхене (1972).

## Спортивная карьера
Начал заниматься гребным спортом на байдарках в школе Valley Mill Camp. Выступал в гребном слаломе на протяжении нескольких десятилетий: в 1970—1990-х гг., а затем и в 2000-х гг. вместе с сыном Девином.
На летних Олимпийских играх в Мюнхене (1972) стал бронзовым призёром в гребном слаломе среди каноэ-одиночек. В том же году победил на национальном чемпионате США.
Затем вместе со своим партнером Лекки Хэллером выиграл серебряную медаль в соревнованиях каноэ-двоек на чемпионате мира по гребному слалому во французском Бур-Сен-Морисе (1987). На летних Играх в Барселоне (1992) занял четвёртое место. Также являлся победителем в общем зачете Кубка мира среди каноэ-двоек в первом сезоне подобных соревнований в 1988 г.
В 1998 г. вместе с братом Томом участвовал в экспедиции в ущелье Цангпо в Гималаях, во время которой трагически погиб один из участников, Дуг Гордон.
В 1975 г. получил степень в области литературы Йельского университета. Являлся автором нескольких книг для детей.
С 1974 г. был женат на детской писательнице и художнице-иллюстраторе Сандре Бойнтон.